# Хакаси
Хака́си (самоназва тадар, хоорай; застарілі російські назви — мінусінські татари, абаканські татари, єнісейські тюрки) — тюркська народність у Південному Сибіру (Росія), корінне і основне населення Республіки Хакасія.

## Територія проживання і чисельність

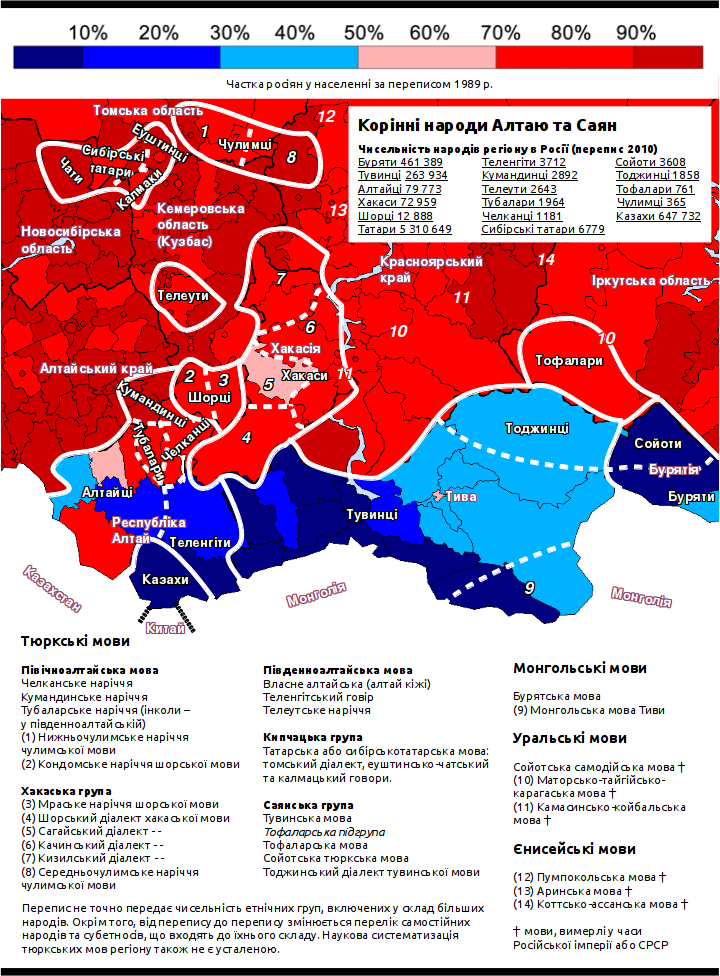
Розселення хакасів

Територією проживання хакасів традиційно є Мінусінська западина в передгір'ї Саян. Національно-державне утворення хакасів — Республіка Хакасія.
Зміни в чисельності хакасів від самого кін XIX ст. і до сьогодення ілюструє Таблиця чисельності хакасів (1897 — 2002), складена на основі даних переписів населення:
| Рік / роки | Чисельність, осіб | Питома вага носіїв рідної мови, % |
| ---------- | ----------------- | --------------------------------- |
| 1897       | бл. 35 000        | немає даних                       |
| 1926       | ?                 | немає даних                       |
| 1959       | 56,584            | 86.0                              |
| 1970       | 66,725            | 83.7                              |
| 1979       | 70,776            | 82.0                              |
| 1989       | 80,000            | 76.1                              |
| 2002       | 75,600            | 96.9                              |

За даними перепису чисельності населення Росії 2002 року кількість хакасів склала 75 600 осіб. 
Після розпаду СРСР в Україні за даними перепису населення 2001 року виявилось, що в країні проживало 162  особи, що самоідентифікували себе як хакаси, з числа яких лише 17 осіб (тобто кожен десятий) вказали хакаську як рідну мову, тоді як українську такою назвала 21 особа (13 %), решта — практично всі російську (120 осіб).
Т.ч. загальна чисельність хакасів у світі становить бл. 76 тис. осіб.

## Мова і релігія
Хакаська мова відноситься до уйгурської групи східно-хунської гілки тюркських мов, має чотири діалекти: качинський, сагайський, кизильський і шорський. Сучасна писемність створена на основі кирилиці.
Згідно перепису населення рф 2010 року, 61,27% серед етнічних хакасів в Республіці Хакасія вільно володіють хакаською мовою.
Традиційна релігія — шаманізм, в XIX столітті багато хакасів було хрещено в православну віру. Зараз шаманізм відроджується.

## Хакаські прізвища
Хакаські прізвища на основі традиційних антропонімів; Чібіжеков.

## Виноски
1. ↑  На думку дослідників, такий високий показник спричинений неадекватною оцінкою носіями своїх знань, і радше говорить про етнічну самоідентифікацію, а не хакасомовність.
2. ↑  Всеукраїнський перепис населення 2001 року / Національний склад населення, громадянство / Розподіл населення за національністю та рідною мовою[недоступне посилання](укр.)[недоступне посилання з липня 2019]